# يوجين كلاين (هواة جمع الطوابع)
كان يوجين كلاين (26 يونيو 1878 - 30 أبريل 1944) من فيلادلفيا، بولاية بنسلفانيا، جامع طوابع معروف عالميًا وتاجر طوابع بريد وبائع مزادات، وكان رئيسًا للجمعية الأمريكية لهواة جمع الطوابع من عام 1935 إلى عام 1937.

## نشأته
وُلد كلاين في المجر في 26 يونيو 1878، وتلقى تعليمه في بودابست وفيينا. وعندما كان شابًا، اهتم في شبابه بعلم الطوابع.

## هواية جمع الطوابع
كان كلاين الخبير الرسمي للجمعية الأمريكية لهواة جمع الطوابع من عام 1911 إلى عام 1931، ووشغل منصب سكرتيرها الدولي من عام 1928 إلى 1935 ومن عام 1937 إلى 1944. كما شغل منصب الرئيس (1935-1937) والسكرتير الدولي مرة أخرى من عام 1937 حتى وفاتهٍ.
وقد ألَّف كتاب "علامات الطرود المائية للولايات المتحدة الأمريكية: الأسماء المختومة والمطبوعة يدوياً والمطبوعة على المراكب البخارية الناقلة للبريد في الولايات المتحدة الأمريكية في المياه الداخلية والساحلية لعام 1940، 1832-1899"، الذي وصفته الجمعية الأمريكية لهواة جمع الطوابع (APS) بأنه عمل أساسي في مجال قابل للتحصيل.
وكان من بين عملائهِ الملك جورج الخامس ملك بريطانيا العظمى والرئيس الأمريكي فرانكلين روزفلت.

## التكريم
تقديراً لجهودهِ في هواية جمع الطوابع، ادرج اسمه بعد وفاته في قاعة مشاهير الجمعية الأمريكية لهواة جمع الطوابع عام 1944.

## طابع جيني المقلوب

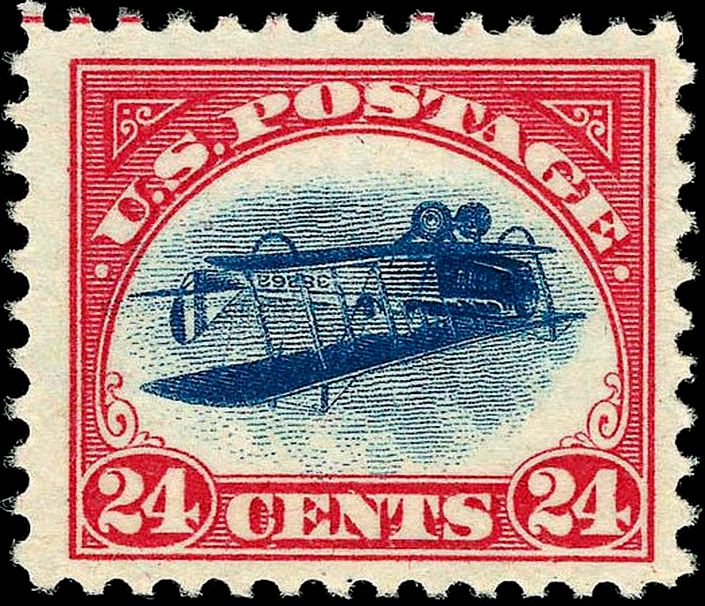
"جيني المقلوبة"، خطأ في طباعة طابع بريد جوي أمريكي من فئة 24 سنتاً في عام 1918

يُذكر كلاين باعتبارهِ التاجر الذي اشترى ورقة طابع البريد الجوي الأمريكية جيني المقلوبة فئة 24 سنتًا لعام 1918 من مكتشفها ويليام تي روبي.
حيث طُبعت صورة الطائرة في وسط التصميم بالمقلوب، وهو من أشهر الأخطاء في مجال الطوابع. ولم يُعثر إلا على طابع واحد من بين مائة طابع مطبوع من طوابع جيني المقلوبة، مما يجعل هذا الخطأ من أكثر الطوابع قيمة في مجال هواية جمع الطوابع.

## وفاته
توفي كلاين عن عمر يناهز الخامسة والستين في مستشفى هانيمان في فيلادلفيا في 30 أبريل 1944، وكان في حالة صحية سيئة خلال أشهره الأخيرة.

## روابط خارجية
- كتابات ومؤلفات يوجين كلاين